# 규슈여자대학
규슈 여자대학(일본어: 九州女子大学, 영어: Kyushu Women's University)은 일본 후쿠오카현 기타큐슈시 야하타니시구 지유가오카 1번 1호에 위치한 사립 대학이다. 1947년 고등학원으로 설립되었으며 1962년에 대학으로 개편되었다. 약칭은 규조(일본어: 九女)이다.

## 개요

### 대학 전체
같은 학원이 경영하는 큐슈교리쓰대학（九州共立大学）·지유가오카고등학교（自由ヶ丘高等学校）와 깊은 관계가 있어, 취주악부등의 일부의 서클은 큐슈 여자 단기 대학·큐슈 교리쓰 대학과 합동으로 활동을 행하고 있는 것이다.

### 건학의 정신 (교훈·이념·학시)
큐슈 여자대학의 학시는 「자율 처행（自律処行）」이라고 되어 있다. 강하고 유연한 여성을 육성하고 있다.

## 연혁
- 1947년 - 후쿠하라 고등학원(여자부) 설립
- 1962년 - 규슈여자대학 개설

## 교육 및 연구

### 학부
2023년 입학생부터
- 가정 학부
  - 생활디자인학과
    - 가정과 교육과정
    - 인테리어 디자인 코스
    - 라이프 디자인 코스

  - 영양학과[관리영양사과정]
    - 스포츠영양프로그램
    - 의료복지영양프로그램
    - 식품 연구 개발 프로그램
    - 영양교사 프로그램
- 인간 과학부
  - 심리·문화학과
    - 심리학 과정
    - 국어·서예교육 과정
    - 문화 문예 코스

  - 아동·유아교육학과
    - 아동 교육 과정
    - 유아교육·보육과정

2022학년도 입학생까지
- 가정 학부
  - 인간 생활학과
  - 영양학과[관리영양사과정]
- 인간 과학부
  - 인간발달학과
    - 인간기초학 전공
    - 심리학 과정
    - 국어·서예 코스
    - 도서관·정보 코스
    - 인간발달학 전공
      - 영유아발달코스
      - 아동 발달 과정

### 연구과
- 인간과학연구과(2024년 4월 개설)
  - 인간 과학 전공

## 기초 데이터

### 소재지
본부캠퍼스 - 후쿠오카현 기타큐슈시 야하타니시구 지유가오카1-1（福岡県 北九州市 八幡西区 自由ケ丘 1-1）

### 교통
JR가고시마 본선（鹿児島本線）、JR지쿠호 본선（筑豊本線）오리오 역（折尾駅）에서 도보로 10분

#### 부속 기관
- 평생학습연구센터
- 국제교류·유학생센터

## 대외 관계

### 다른 대학과의 제휴

#### 국내
- 방송 대학

#### 미국
- 퍼시픽 루사랑 대학(영어판)
- 위스콘신대학교 스타우트교

#### 캐나다
- 리자이나 대학(영어판)

#### 오스트레일리아
- 플린더스 대학

#### 뉴질랜드
- 유니텍 공과대학(영어판)

#### 타이완
- 시즈이 대학
- 국립 타이완 예술 대학

#### 중화인민공화국
- 화동사범대학
- 다롄 외국어 학원
- 중화여학원
- 상하이해양대
- 호남여학원
- 내몽골대
- 상하이사범대학 톈화학원(중국어판)

#### 대한민국
- 동서대학교
- 경남정보대학교
- 대구대학교

#### 영국
- 애벌리스트위스대학교(영어판)

#### 이탈리아
- 베네치아 '카 포스칼리' 대학(이탈리아어판)

#### 필리핀
- 라푸랍 세부 국제 대학

#### 자매교
- 규슈 여자 단기 대학
- 규슈 교리쓰 대학

#### 계열교
- 지유가오카 고등학교
- 오리오 유치원（折尾）
- 지유가오카 유치원（自由ケ丘）
- 구라테 유치원（鞍手）